# レムスハルデン
レムスハルデン (ドイツ語: Remshalden, ドイツ語発音: [ˈrɛmshald̩n]) はドイツ連邦共和国バーデン＝ヴュルテンベルク州レムス＝ムル郡に属す町村（以下、本項では便宜上「町」と記述する）である。この町は、シュトゥットガルト地方（1992年まではネッカー中流域）およびシュトゥットガルト大都市圏に属す。

## 地理

### 位置
レムスハルデンは、シュトゥットガルトの北東約 20 km、レムスタール内の連邦道 B29号線沿いに位置している。町域は、高度 237 m から 519 m に位置している。

### 隣接する市町村
レムスハルデンは以下の市町村に囲まれている（北から時計回り）: ブロイニングスヴァイラー（ヴィネンデン市）、ベルグレン、ショルンドルフ、ヴィンターバッハ、ヴァインシュタット、ヴァイブリンゲン市に属す飛び地の森。

### 自治体の構成
自治体レムスハルデンには、かつて同名の独立した町村であったブオホ、ゲラートシュテッテン、グルンバッハ、ヘプザック、ロールブロンの各地区からなる。

### 土地利用
| 土地用途別面積 | 面積 (km2) | 占有率 |
| -------------- | ---------- | ------ |
| 住宅地         | 1.73       | 11.4 % |
| 産業用地       | 0.66       | 4.4 %  |
| レジャー用地   | 0.22       | 1.5 %  |
| 交通用地       | 1.71       | 11.3 % |
| 農業用地       | 6.89       | 45.5 % |
| 森林           | 3.16       | 20.9 % |
| 水域           | 0.14       | 0.9 %  |
| その他の用地   | 0.63       | 4.2 %  |
| 合計           | 15.14      |        |

出典: Statistisches Landesamt Baden-Württemberg

#### 面積
以下に示す各地区の面積は、2004年11月22日時点のものである。
| 地区                 | 面積 (ha) |
| -------------------- | --------- |
| グルンバッハ         | 473       |
| ゲラートシュテッテン | 631       |
| ヘプザック           | 110       |
| ロールブロン         | 141       |
| ブオホ               | 158       |
| 合計                 | 1,513     |

## 歴史
レムスハルデンの領域は、中世盛期にはシュヴァーベン公領の北部周縁領域にあたる Pagus Ramesdal（レムスガウ）の一部であった。中世後期以降、この地域は時代とともにアルトヴュルテンベルク（旧ヴュルテンベルク）、1806年からヴュルテンベルク王国、1918年からヴュルテンベルク自由人民州に属した。1938年、ナチ時代のヴュルテンベルクの地域再編に伴い、それまでオーバーアムト・ショルンドルフおよびヴァイブリンゲン（1934年からは「郡」）に属していた集落（具体的には、前者はグルンバッハ、ゲラートシュテッテン、ヘプザック、およびロールブロン、後者はブオホ）がヴァイブリンゲン郡に編入された。ヴァイブリンゲン郡は、1945年にアメリカ占領地区となり、新たに創設されたヴュルテンベルク＝バーデン州に属した。そして1952年に現在のバーデン＝ヴュルテンベルク州の一部となった。1973年の郡再編により、レムスハルデンの町域は新たに創設されたレムス＝ムル郡に属すこととなった。

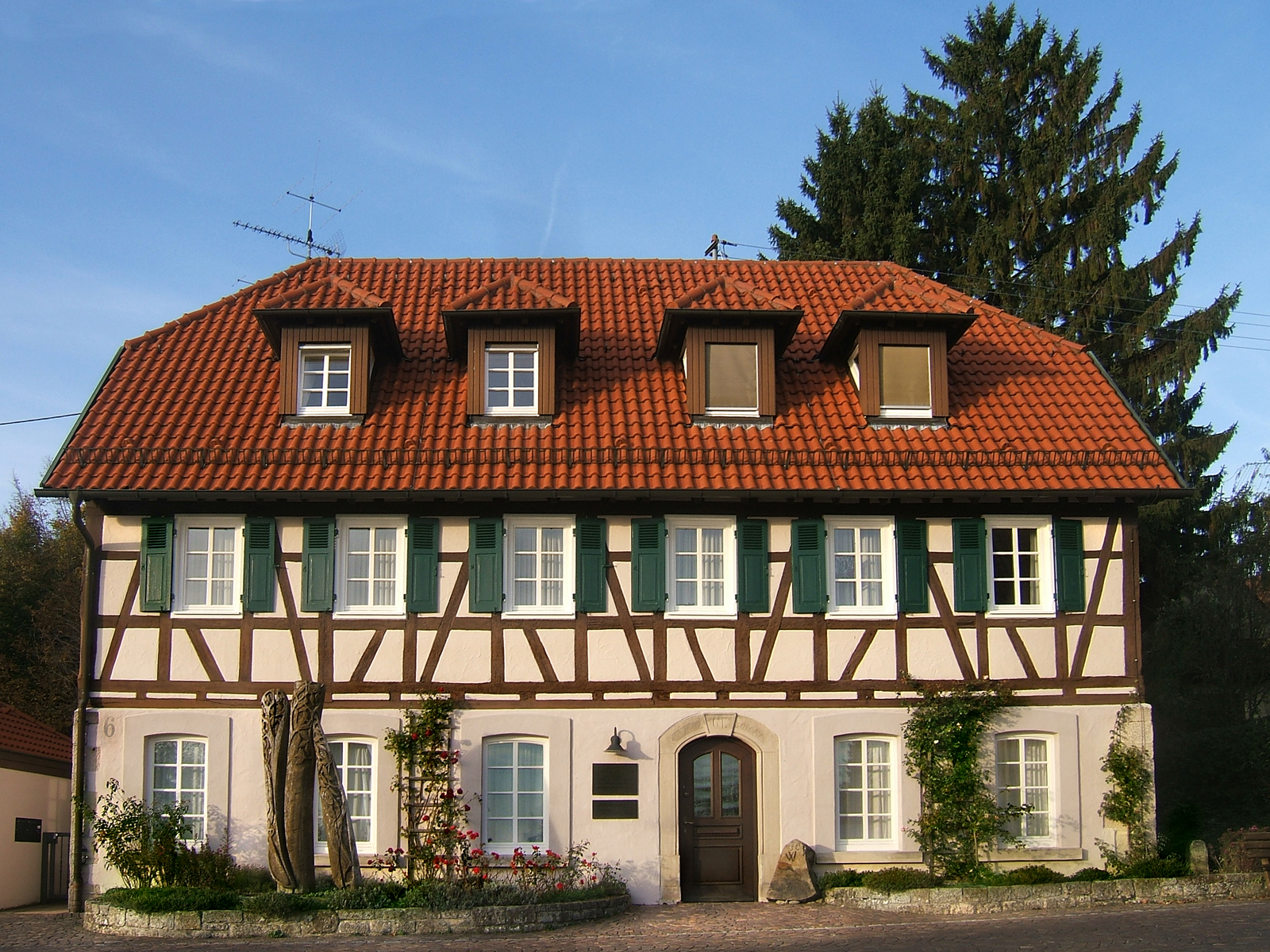
ブオホのヒルシュ博物館

### ブオホ
ブオホは、海抜 519 m に位置する、町内で最も高い場所にある地区であり、約700人が暮らしている。ブオホは1270年に初めて文献に記録されている。この集落はかつて、ヴィネンデン家の所領で、ノイフェン家を経由してロルヒ修道院領となり、宗教改革に伴ってヴュルテンベルクに属した。この領内では、アムト・ヴィネンデン（後のオーバーアムト・ヴィネンデン）、1808年からオーバーアムト・ヴァイプリンゲン、1938年からヴィプリンゲン郡に属した。後期ゴシック様式の聖ゼバスティアン教区教会は、塔内の内陣にロマネスク様式の部分が見られる。かつては広く知られていたブオホの旅館「ヒルシュ」の建物内に、1987年4月にヒルシュ博物館が設けられた。ここには12世紀から14世紀のブオホの陶磁器や19世紀初めから20世紀初めのブオホの詩人や画家の作品が展示されている。

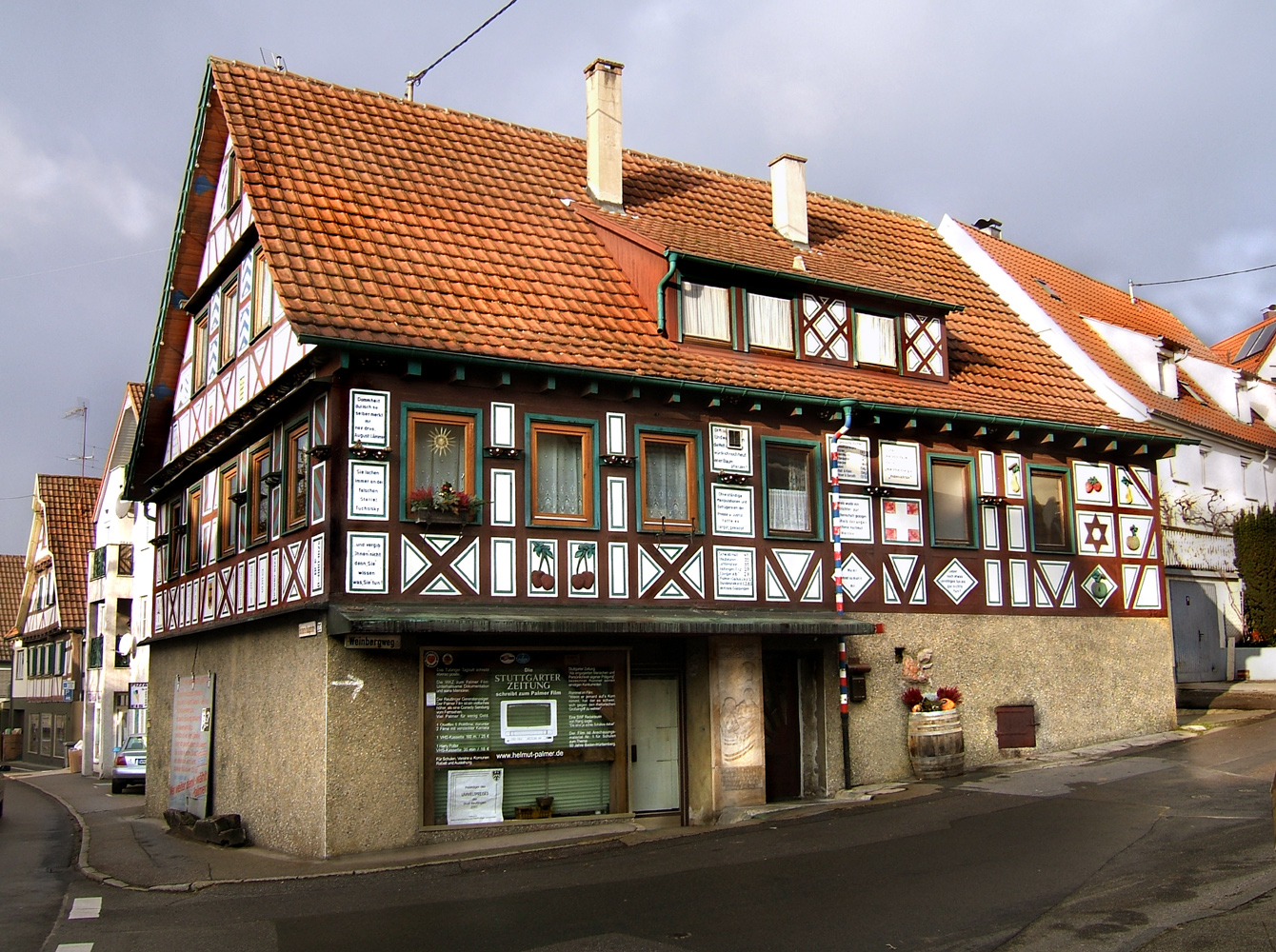
ゲラートシュテッテンのヘルムート＝パルマー邸

### ゲラートシュテッテン
ゲラートシュテッテンは、人口約4,700人で、海抜 225 m に位置している。ゲラートシュテッテン集落は、町内で最も早い時代、おそらく9世紀に建設された。最初の文献記録は、1291年1月8日に作成された文書に現れる。この文書には、Rufoni de Gerhartstetin という名が記されている。多くの貴族家がこの集落の一部をヴュルテンベルクからのレーエンとして統治した。1687年にこの集落全体が再びヴュルテンベルク領となり、初めはアムト・ショルンドルフ（後にオーバーアムト・ショルンドルフ）、1938年からはヴァイブリンゲン郡に編入された。ゲラートシュテッテンのコンラーツ教会は14世紀に礼拝堂として建設され、1491年に後期ゴシック様式に改築された。独自の教会区は1414年に設けられた。

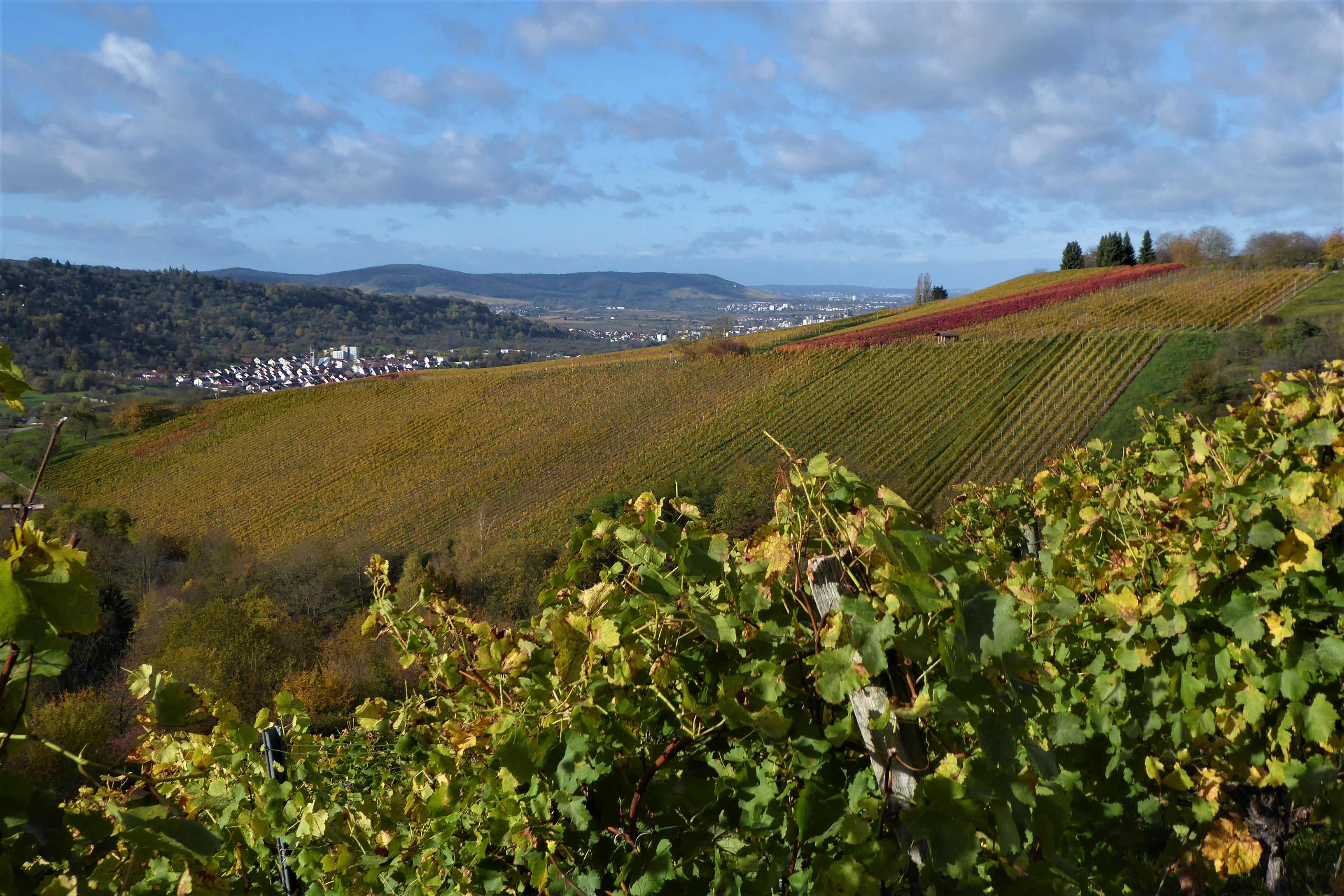
グルンバッハのブドウ畑

### グルンバッハ
グルンバッハは1142年に初めて文献に記録されている、この町で最も古い集落で、約6,000人が住む最も大きな地区でもある。ここには1328年にはすでにブドウ絞り器があったことが証明されており、ワイン造りの伝統については数多くの文書で証明されている。これらはシラー通りの3基の古いブドウ絞り器からも察知することができる。グルンバッハの象徴的建造物は1481年に完成した福音主義教区教会である。この教会はかつて聖ディオニシウスとフェラヌウスに献堂された防衛教会で会った。

### ヘプザック
ヘプザックの人口は約1,500人である。この集落は1299年に初めて文献に記録されている。後期ゴシック様式のヴェンデリンス教会は、1938年から1939年の道路工事のために取り壊された。1512年/1513年に制作されたマリア祭壇、洗礼盤と説教壇は、1957年に建設された十字架教会に納められた。1920年にはすでにここでは、シャツ工場が大きな重要性を担っており、年間約1,000着の青い運送業者用シャツを製造していた。

### ロールブロン
レムスハルデンで最も小さな地区であるロールブロンには約700人が住んでいる。ロールブロンは、1400年におそらくヴィンターバッハとともにシュタウフェン家の所領からヴュルテンベルク領に移管された際に初めて記録されている。当時は、わずか7戸が存在するだけであった。ロールブロンはシュタープスアムト・ヴィンターバッハに属し、1809年にヘプザックの一地区となった。その後短期間ヴィンターバッハに合併した後、1928年にオーバーアムト・ショルンドルフ内の独立した町村となった。1938年にショルンドルフ郡が形成される際、ヴァイブリンゲン郡に移管された。主力産業は何世紀もの間、ブドウと果実の栽培で、特にサクランボ栽培が盛んであった。これは集落の紋章に表れている。ロールブロンの福音主義クリストゥス教会は1965年に完成した。

### 町村合併
レムスハルデンは、以下に示すバーデン＝ヴュルテンベルク州の市町村再編によって成立した。
- 1972年1月1日: ロールブロンとヘプザックがゲラートシュテッテンに、ブオホがグルンバッハに合併した[4]。
- 1974年10月1日: ゲラートシュテッテンとグルンバッハが合併してレムスハルデンが成立した[5]。

## 住民

### 人口推移
以下の表は、現在の町域における人口の推移を示している。
地区別の人口は、毎年6月30日にレムスハルデン町の行政機関によって確定される。数値は州統計局の公的な数値とは異なっている。1961年と1970年の数値は人口調査結果によるものである。
| 年   | ブオホ | ゲラートシュテッテン | グルンバッハ | ヘプザック | ロールブロン | 合計   |
| ---- | ------ | -------------------- | ------------ | ---------- | ------------ | ------ |
| 1961 | 432    | 3,127                | 3,232        | 768        | 353          | 7,912  |
| 1970 | 512    | 4,461                | 4,715        | 1,282      | 503          | 11,473 |
| 1980 | 620    | 4,374                | 5,310        | 1,573      | 668          | 12,545 |
| 1985 | 665    | 4,298                | 5,422        | 1,625      | 613          | 12,623 |
| 1997 | 686    | 4,697                | 5,808        | 1,607      | 709          | 13,507 |
| 2000 | 713    | 4,751                | 5,843        | 1,578      | 708          | 13,593 |
| 2005 | 673    | 4,739                | 5,966        | 1,564      | 686          | 13,628 |
| 2010 | 647    | 4,672                | 6,057        | 1,481      | 658          | 13,483 |
| 2013 | 647    | 4,697                | 6.154        | 1,443      | 647          | 13,588 |
| 2014 | 654    | 4,733                | 6,220        | 1,453      | 650          | 13,710 |

### 宗教
レムスタールのキリスト教生活は、フランク人に征服されたことによってアレマン人がキリスト教化された7世紀に徐々に始まった。グルンバッハには、古くからコンスタンツ司教区に属すカトリックの教会区があった。グルンバッハの現在の福音主義ディオニシウス教会は、1481年に先代の教会があった場所に、おそらく12世紀に建設され、パリのディオニュシウスに捧げられた。ゲラーデシュテッテンは中世にはヴィンターバッハの支部であった。ゲラートシュテッテンの現在の福音主義コンラーツ教会は14世紀に、コンスタンツ司教コンラートの栄誉に捧げる礼拝堂として建設され、1491年から後期ゴシック様式に改築された。ヴィンターバッハから独立した独自の教区は、1497年にコンスタンツ司教フーゴによって創設された。

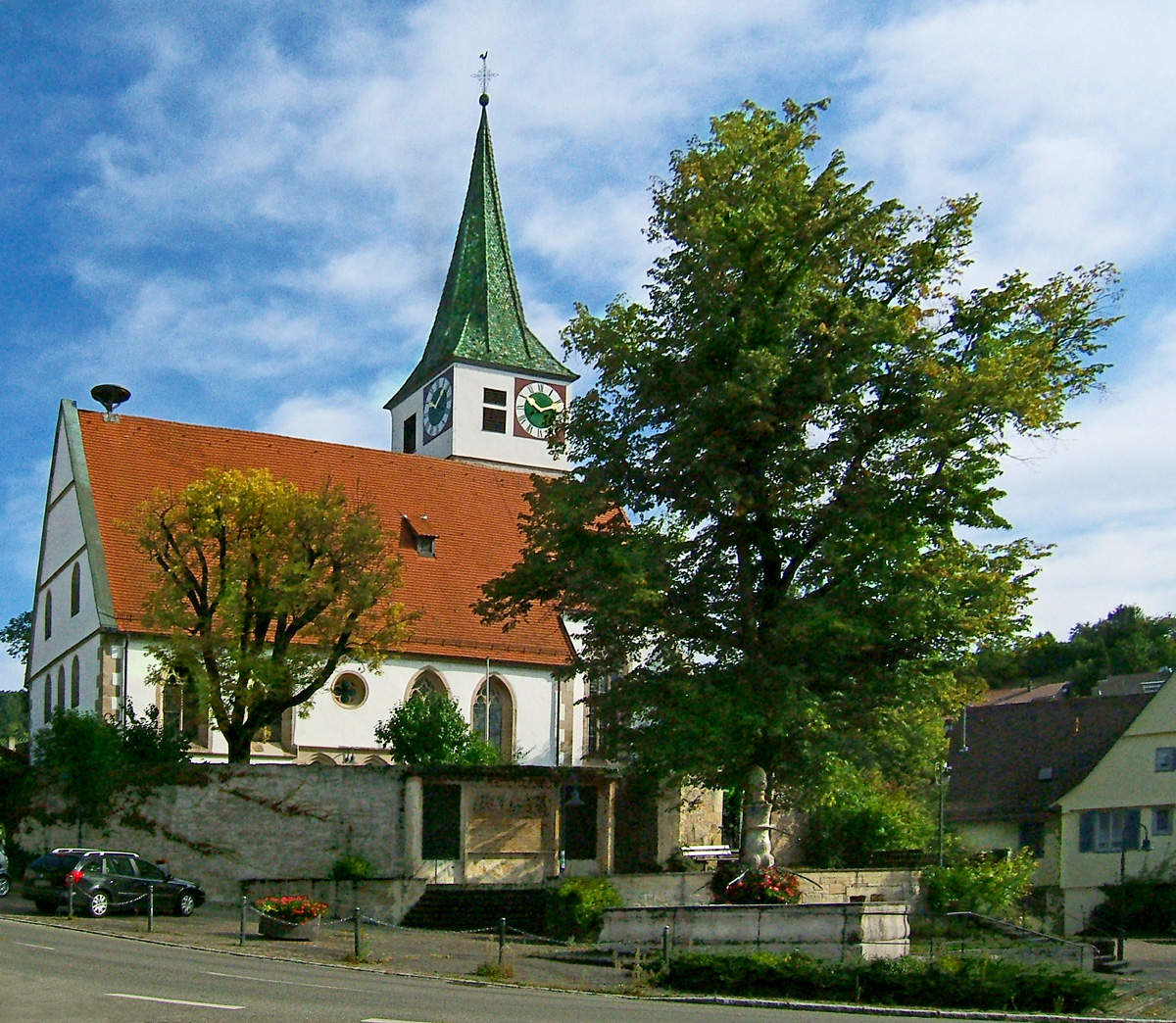
グルンバッハのディオニシウス教会

#### 福音主義教会
ヴュルテンベルク公ウルリヒは、1534年に公領の宗教改革を行い、それに伴って独自の福音主義領邦教会を創設した。レムスハルデンのそれ以前の教会に属す全住民が16世紀に "Cuius regio, eius religio" の原則に従って福音主義に改宗した。
ヴュルテンベルク福音主義州教会に属す4つの教会は、2つの教会管区に分けられる。グルンバッハ、ゲラートシュテッテン、ヘプザック＝ロールブロンの福音主義教会はショルンドルフ教会管区に属す。ブオホの福音主義教会はヴァイブリンゲン教会管区に属す。
レムスハルデンで活動しているこの他の福音主義組織としては、たとえばヴュルテンベルク・クリストゥスブントやグルンバッハの古敬虔主義協会連盟がある。
- ゲラートシュテッテンのコンラーツ教会
- ヘプザックの聖十字架教会

#### カトリック教会
レムスハルデンの古い教会の住民は、ヴュルテンベルクに属していたため、1534年にウルリヒ公の下での宗教改革に伴って福音主義に改宗した。カトリック教会は1806年10月15日の宗教勅令の発効以後やっと復興され、ヴュルテンベルク王国ではカトリック教会と福音主義教会が同等となり、旧ヴュルテンベルクの領域に徐々に広まっていった。しかし、第二次世界大戦末までレムスハルデンの町域にカトリックの住民はほとんどいなかった。たとえば、1850年にグルンバッハに住むカトリック信者はわずか2人であった。1945年から1950年の中東欧からのドイツ人追放によって初めて、後のレムスハルデンに含まれる集落に多くのカトリック信者が定住し始めた。早くも1946年にグルンバッハにカトリックの教区責任者が任命された。1948年からバラッケがグルンバッハのカトリック緊急教会として機能した。グルンバッハ教区責任者管区は、1961年にロッテンブルク＝シュトゥットガルト司教区の完全に機能する教会区に昇格した。この教会組織は、1962年にゲラートシュテッテンの南部戦後住宅地に最初の常設の宗教建築を所有した。この新しい教会はテューリンゲンの聖エリーザベトの名の下に献堂された。1964年にグルンバッハに教区の中心となる教会が完成した。その守護聖人は大天使ミカエルで、レムスハルデンのカトリック教区の守護聖人でもある。2000年頃、カトリックの聖ミカエル教会には約 3,200人のカトリック信者が住んでいた。その後信者数は減少し、2015年末には約 2,800人となった。聖ミカエル教区は現在、レムス＝ムル首席司祭区のボイテルスバッハ、エンダースバッハ、ケルネンおよびレムスハルデン司牧共同体に属している。

#### 新使徒派教会
レムスハルデンには新使徒派教会の組織があり、ゲラートシュテッテンに本部がある。

## 行政

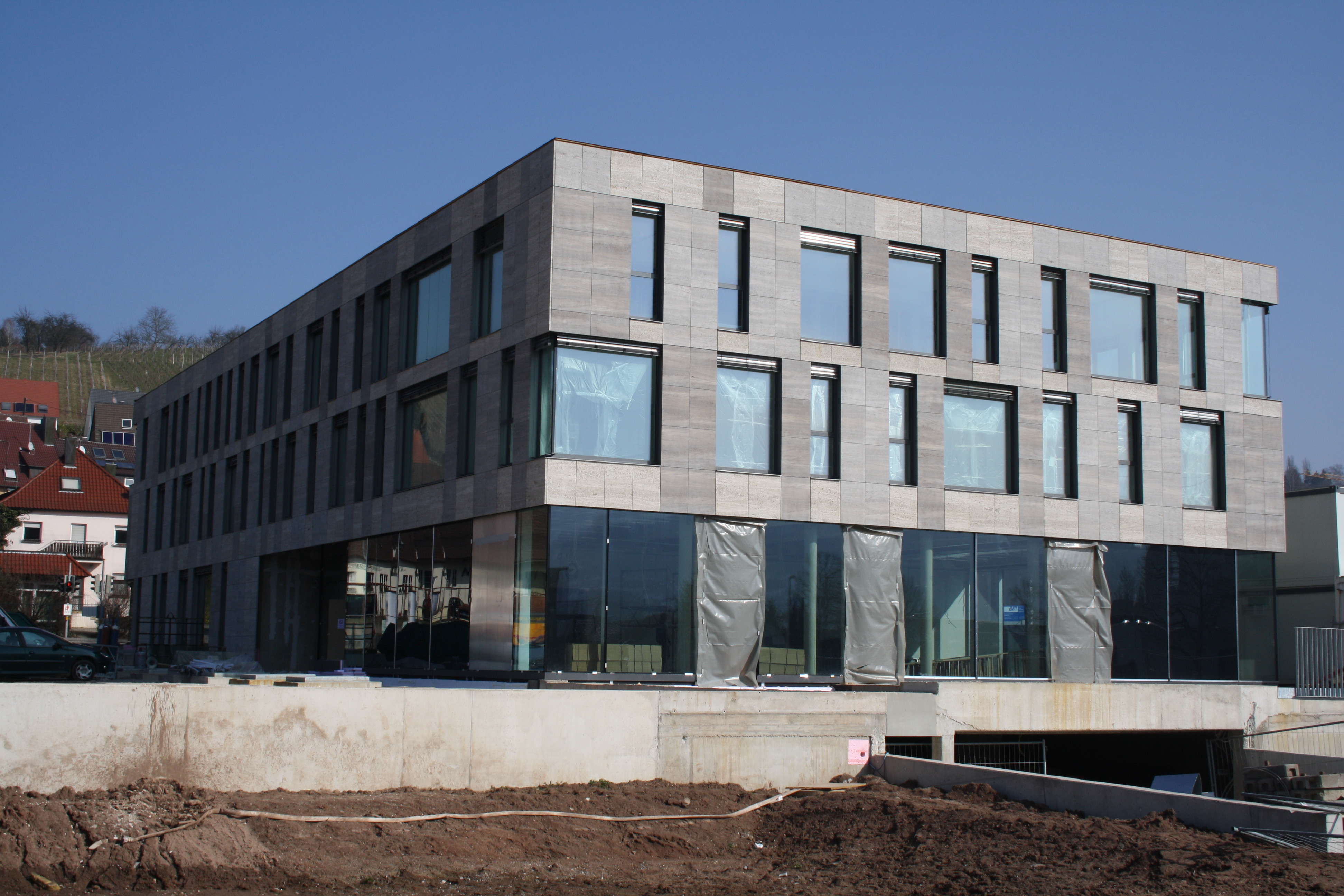
レムスハルデンの町役場新庁舎

### 議会
レムスハルデンの町議会は、選挙で選出された22人の名誉職の議員と、議長を務める町長で構成されている。町長は町議会において投票権を有している。

### 首長
| 在職年    | 町長                                |
| --------- | ----------------------------------- |
| 1974–1975 | ヘルムート・クーンレ（委嘱）        |
| 1975–1990 | ヴィンフリート・キュプラー          |
| 1990–1991 | ベルント・フリートマン（第1副市長） |
| 1991–1999 | アンドレアス・シュペートゲンス      |
| 1999–2013 | ノルベルト・ツァイトラー            |
| 2013–2018 | シュテファン・ブライター            |
| 2018-     | ラインハルト・モルト                |

### 姉妹自治体
レムスハルデンは以下の町と姉妹自治体関係にある。
 グルネー＝アン＝ブレイ（フランス、セーヌ＝マリティーム県）
グルネー＝アン＝ブレイはパリの北西約 90 km の、フランス首都圏からの運河が海に注ぐ港湾都市ディエップとの中間にあたる。この町の歴史は10世紀にまで遡る。グルネーは、いくつかの小さな集落を含む同名の地域の商業とサービス業の中心地であり、人口は約6,500人である。建造文化財として11世紀から12世紀に建造された聖ヒルデヴェルト修道院教会がある。公的な姉妹協定は、1989年10月にグルネーで、1990年7月にレムスハルデンで署名された。
 エチェク（ハンガリー、フェイェール県）
エチェクは、ブダペストの西 28 km、オフナー山地の海抜約 176 m に位置している。最初の文献記録は1326年である。その後トルコ戦争と疫病でエチェクとその周辺地域はほぼ完全に無人となり、1720年以後女帝マリア・テレージア治世下でシュヴァーベン人が南ドイツから移住した。エチェクの人口は約4,400人で、そのうちの約 17 % がドイツ人である。レムスハルデンとの結びつきは、ワイン造りと第二次世界大戦後に エチェク から逐われた人々がレムスハルデンに新たな故郷を見いだしたことにある。公的な姉妹協定は、1994年8月にレムスハルデンで、1995年10月にエチェクで署名された。
 エルターライン（ドイツ、ザクセン州）
人口約3,000人のエルターラインは、変化に富んだ歴史と伝統的なルーツを有するエルツ山地の小都市である。この街の興味深い点は、ハレからプラハへの歴史的な塩街道沿いの集落で会ったという点である。この街は1406年に初めて文献に記録されており、歴史の中で何度もほぼ完全に破壊された。1500年頃、固有の鉱山監督役所が5つの銀坑道を管理していた。1763年に最後の銀坑道が閉鎖された。農業、牧畜、ボビンレース編みが、釘や蹄鉄作りと並んで重要な産業分野であった。

## 経済と社会資本

### 交通
レムスハルデンはレムスタール内の連邦道 B29号線（シュトゥットガルト - アーレン）沿い、シュトゥットガルトとショルンドルフとの間に位置している。レムスハルデンは、シュトゥットガルトSバーン S2号線（ショルンドルフ - シュトゥットガルト - 空港 - フィルダーシュタット）によってシュトゥットガルトSバーン網に接続している。町内には、グルンバッハ駅とゲラートシュテッテン駅がある。

### 地元企業
レムスハルデンには多くの企業がある。全国的に活動している企業としては以下のものがある:
- アルノルト・ガラス工場
- BRAWA、鉄道模型メーカー
- フリゲオ、2002年からカッチェスグループに属している、レムスハルデン工場では Ahoj （粉末清涼飲料）を製造している。
- クリンゲレ製紙
- シュナイトマン機械製造
- イリムシャー自動車製造[11]

この他、かつてレムスハルデンにあった企業あるいはレムスハルデンに起源を持つ企業は以下のものがある:
- マックス・ホルダー GmbH（1949年から1986年） - グルンバッハでトラクターを製造していた[12]。

## 文化と見所

### クラブ、サークル、協会
- シュヴァーベン・アルプス協会のレムスハルデン地方グループは2007年にアイヒェンドルフ賞を受賞した。

## 人物

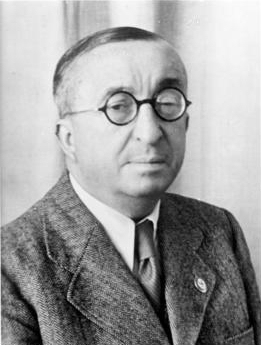
エルンスト・ハインケル

### 出身者
- エルンスト・ハインケル（1888年 - 1958年）航空機エンジニア

### ゆかりの人物
- アンドレアス・シュティール（ドイツ語版、英語版）（1896年 - 1973年）スイス人企業家。ヴァイブリンゲンにチェーンソー製造工場を起業した。ローンブロンで亡くなった。
- ボリス・パルマー（ドイツ語版、英語版）（1972年 - ）政治家。テュービンゲン市の上級市長。ゲラートシュテッテンで育った。

## 関連文献
- Gemeinde Remshalden (2009). Remshalden verbindet: von der Vielfalt zur Einheit. Remshalden: Gemeinde Remshalden
- Remshalden verbindet: Buoch, Geradstetten, Grunbach, Rohrbronn, Hebsack. Remshalden: Pressel Verlag. (2010). ISBN 978-3-937950-66-2
- Remshalden: Leben zwischen Wald und Reben. Horb am Neckar: Geiger-Verlag. (2001). ISBN 3-89570-771-6
- Remshaldener Leut’ – damals und heut’: Wandel im Zeitraffer. Remshalden: Verlag Manfred Hennecke. (1994)
- Was war wann in Remshalden: Datensammlung von Ereignissen und Persönlichkeiten von Remshalden mit Register und Bibliographie und Remshaldener Gemeindewappen. Remshalden: Verlag Manfred Hennecke. (1993)
- Remshalden in alten Ansichten. Zaltbommel: Europ. Bibliothek. (1979)
- Karl Apel (2002). Buoch in Wort und Bild. Remshalden: Greiner Verlag. ISBN 978-3-935383-11-0
- Heimatverein Buoch. Buocher Hefte. 1.1983 – 32.2012 ff.. Remshalden: Verlag Manfred Hennecke, Selbstverlag
- Karl Apel; Heimatverein Buoch (1987). Museum im Hirsch – Geschichte-Keramik-Dichter-Maler in Buoch. Remshalden: Verlag Manfred Hennecke
- Herbert Kuderna (2009). Chronik Remshalden. Junge Gemeinde mit alten Wurzeln. Weinstadt: Greiner Verlag. ISBN 978-3-86705-049-4
- Herbert Kuderna: Kelterknecht und Lebensfreud. Remshaldener Keltern. Remshaldener Ortsgeschichten – Geschichten und Erinnerungen 2 (2011). Weinstadt: Bärenfelser-Verlag. ISBN 978-3-86372-003-2
- Hermann Kull; Rosemarie Kull (2009). Grunbachs historische Gebäude und ihre Geschichte/n – Teil 1: Oben im Dorf: Rund um die Dorfkirche. Remshaldener Ortsgeschichten, Heft 10. Remshalden: Greiner Verlag. ISBN 978-3-86705-080-7
- Hermann Kull; Rosemarie Kull (2009). Grunbachs historische Gebäude und ihre Geschichte/n – Teil 2: An der Landstraße. Remshaldener Ortsgeschichten, Heft 11. Weinstadt: Greiner Verlag. ISBN 978-3-86705-082-1
- Hermann Kull; Rosemarie Kull (2009). Grunbachs historische Gebäude und ihre Geschichte/n – Teil 3: Weinbau, Keltern und Mühlen. Remshaldener Ortsgeschichten, Heft 12. Weinstadt: Bärenfelser-Verlag. ISBN 978-3-86705-084-5
- Hermann Kull; Rosemarie Kull (2009). Grunbachs historische Gebäude und ihre Geschichte/n – Teil 4: Vorne im Dorf: Entlang der Vorderen Gasse. Remshaldener Ortsgeschichten, Heft 13. Weinstadt: Bärenfelser-Verlag. ISBN 978-3-86372-005-6
- Museumsverein Remshalden. Remshaldener Ortsgeschichten. Heft 1–10 (2003–2009). Remshalden: Greiner Verlag. ISBN 978-3-935383-18-9
- Walter Nimmerrichter (1984). Malerisches Remshalden. Rundgänge durch die alten Ortskerne von Buoch, Geradstetten, Grunbach, Hebsack, Rohrbronn. Weinstadt: Kuppinger, R. ISBN 3-928856-05-7
- Joachim Pressel (2006). Remshalden anno dazumal. Postkartenmotive. Remshalden: Pressel Verlag. ISBN 978-3-937950-05-1
- Hans Rilling (2007). Dorfgeschichte(n) aus Geradstetten. Remshalden: Greiner Verlag. ISBN 978-3-86705-013-5
- Hans Rilling (1997). Remshalden im Spiegel alter Karten. Remshalden: Verlag Manfred Hennecke. ISBN 978-3-927981-52-2
- Hans Rilling (1999–2003). Rund um die Konradskirche Geradstetten. Heft 1–8. Remshalden: 自費出版および Greiner-Verlag
- Rudolf Seibold (2003). Des hot schau mai Vaddr gsait. Geschichten, Anekdoten und Sprüche aus Grunbach und Buoch. Remshalden: Greiner Verlag. ISBN 978-3-935383-14-1
- Jan Knauer. “Bürgerengagement und Protestpolitik. Das politische Wirken des „Remstalrebellen“ Helmut Palmer und die Reaktionen seiner Mitmenschen” (PDF). 2018年11月30日閲覧。
- Statistisches Bundesamt, ed (1983). Historisches Gemeindeverzeichnis für die Bundesrepublik Deutschland. Namens-, Grenz- und Schlüsselnummernänderungen bei Gemeinden, Kreisen und Regierungsbezirken vom 27.5.1970 bis 31.12.1982. Stuttgart/Mainz: W. Kohlhammer. ISBN 978-3-17-003263-7

これらの文献は、翻訳元であるドイツ語版の参考文献として挙げられていたものであり、日本語版作成に際し直接参照してはおりません。

## 訳注
1. ↑  領主の信仰に領民が従うこと。信仰属地主義ともいう。1555年のアウクスブルクの和議で確認された。